# Heros-Halbinsel
Die Heros-Halbinsel (bulgarisch полуостров Херос poluostrow Cheros) ist eine 13 km lange und 8,9 km breite Halbinsel an der Foyn-Küste des Grahamlands auf der Antarktischen Halbinsel. Sie ragt in südöstlicher Richtung in das Cabinet Inlet hinein und endet im Spur Point.
Britische Wissenschaftler kartierten sie 1974. Die bulgarische Kommission für Antarktische Geographische Namen benannte sie 2013 nach der Gottheit Heros, dem Thrakischen Reiter.